# 李玉琴
李 玉琴 （り ぎょくきん、1928年7月15日 - 2001年4月24日）は清朝最後の皇帝愛新覚羅溥儀の4番目の妻（3番目の側室）。彼女は自分自身を、世間から隔絶された宮殿に閉じ込められてきた中国の3千年に及ぶ帝国制の最後の犠牲者と呼んだ。

## 生涯
先祖が山東省出身の漢民族。父方の祖父母は咸豊帝の娘の乳母であった。
1928年7月15日長春郊外の貧農に生まれる。 
1943年、新京南嶺女子優級学校1年の時、満洲国皇帝溥儀の「福貴人」に封ぜられる。15歳であった。 
1945年、日本の敗戦後、溥儀に従い吉林省通化市まで逃亡。李玉琴と皇后婉容はアヘンを持っていた。
東北抗日聯軍に逮捕され、調査後、聯軍の要請により、溥儀との離婚声明を書いた上で、李玉琴の家族が玉琴を連れて長春に帰った。
しかし、重度のアヘン中毒だった婉容は中毒を取り除くすべも無く、引き取る者も無く、聯軍に捕まったままアヘン中毒で死亡した。
1956年6月、長春市図書館で仕事を始め、マルクスやレーニンの研究に勤しんだ。
1957年5月、正式に溥儀と離婚が成立。
1958年、吉林省のラジオ局エンジニア黄毓庚と結婚。後に男児二人を産む。
文化大革命の間、溥儀の貴人だったため迫害を受ける。そのため、病床の溥儀は李玉琴のために「李とその家族にはいかなる特権も与えなかった」と証明書を書いた。
2001年4月24日、肝硬変を6年患った後、長春で死去、72歳であった。
2005年8月10日午前9時、長春息園名人苑にて李玉琴の記念墓彫刻開幕式が行われた。

## 溥儀との関係
- 溥儀は自伝「わが半生(邦題)」の中で、李玉琴についてはごく僅かな記述しかなく、一部の歴史家は意図的に回避したものであると考えている。
- 一度、関係を結んだが二度と性行為をすることはなかったという。

- 愛新覚羅溥儀の実弟、愛新覚羅溥傑の著作「溥儀離開紫禁城以後」の中で、『彼が最初に私を見たとき、彼は私により良い「心が満たされる毎日が送られる」と言った。私が日本人によって送られたスパイだと思われるまでは…。』と李玉琴の言葉が記述されている。

- 1957年5月に撫順を訪問した時に、溥儀と正式に離婚した。一度離婚しないように説得した刑務所の指導者は、離婚は溥儀の変容に影響を与えたと考えている。後に李玉琴の息子は「私の母親には自分の幸せを見つける権利があります。」と語っている。